# 가오쿵롄

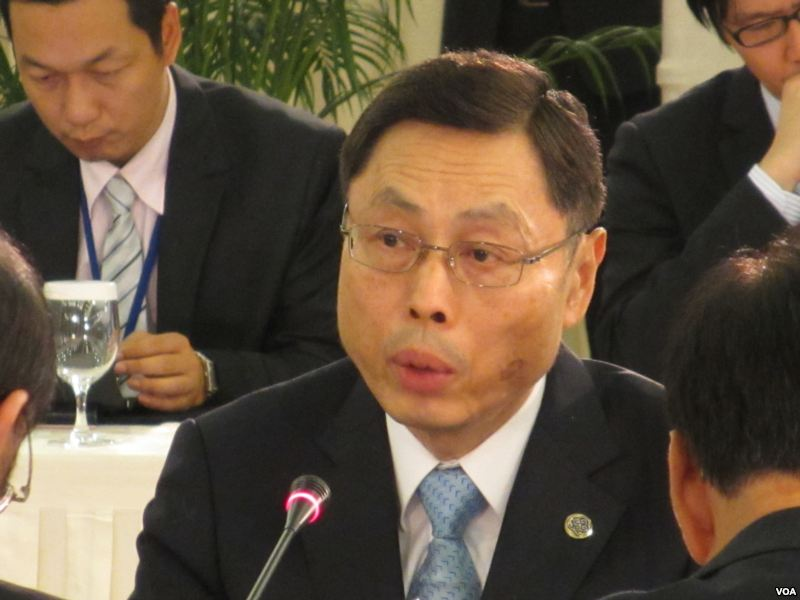
2012년 당시의 가오쿵롄 前 교수

가오쿵롄(高孔廉(고공렴), 1944년 11월 9일 ~ )은 중화민국(타이완)의 대학 교수 겸 정치가이다.

## 생애
중화민국 푸젠 성 린썬에서 출생하였으며 지난날 한때 중화민국 푸젠 성 푸저우를 거쳐 중화민국 광둥 성 광저우에서 잠시 유아기를 보낸 적이 있는 그는 1948년 2월, 직계 일가족과 함께 중화민국 타이완 타이베이로 이주하였으며 훗날 중화민국 타이완 둥우 대학교 교수 등을 지낸 그는 2010년 중국국민당에 당무위원으로 입당하였으며 2015년 2월, 중국국민당 대표최고위원 겸 당무위원이 되었다.